# Wereldkampioenschappen schaatsen afstanden 2024 - Teamsprint mannen
De teamsprint mannen op de wereldkampioenschappen schaatsen afstanden 2024 werd gereden op donderdag 15 februari 2024 in de Olympic Oval in Calgary, Canada. 
Nederland zette in de eerste rit de toon door een wereldrecord te rijden. Daarbij viel de krachtige handaflossing waarmee De Boo slotrijder Prins lanceerde in het oog. Canada, houders van het wereldrecord tot dan toe, wist er later nog twee duizendste onder te vliegen. De wedstrijd bleef een spektakel tot het eind, omdat drie kwart van het veld binnen 23 honderdste van elkaar finishte.
Uiteindelijk stapten dezelfde landen als vorig jaar, op dezelfde treden van het erepodium. Qua ploegleden was bij Canada Anders Johnson nieuw en de Nederlandse ploeg was helemaal anders.

## Uitslag
| #      | Land             | Schaatsers                                                       | Tijd          | Verschil |
| ------ | ---------------- | ---------------------------------------------------------------- | ------------- | -------- |
| Goud   | Canada           | Anders Johnson Laurent Dubreuil Antoine Gélinas-Beaulieu         | 1.17,17(3) WR | -        |
| Zilver | Nederland        | Janno Botman Jenning de Boo Tim Prins                            | 1.17,17(5)    | -        |
| Brons  | Noorwegen        | Henrik Fagerli Rukke Bjørn Magnussen Håvard Holmefjord Lorentzen | 1.17,31       | + 0,14   |
| 4      | China            | Deng Zhihan Du Haonan Ning Zhongyan                              | 1.17,32       | + 0,15   |
| 5      | Polen            | Marek Kania Piotr Michalski Damian Żurek                         | 1.17,37       | + 0,20   |
| 6      | Verenigde Staten | Austin Kleba Cooper McLeod Zach Stoppelmoor                      | 1.17,40       | + 0,23   |
| 7      | Duitsland        | Moritz Klein Stefan Emele Hendrik Dombek                         | 1.18,80       | + 1,63   |
| 8      | Zuid-Korea       | Kim Jun-ho Kim Tae-yun Cho Sang-hyeok                            | 1.19,61       | + 2,44   |

## IJs- en klimaatcondities
|                  | Start  | Eind   |
| ---------------- | ------ | ------ |
| Tijd             | 15:44  | 15:56  |
| Luchttemperatuur | 17,9°C | 17,9°C |
| IJstemperatuur   | -8,1°C | -8,1°C |
| Luchtvochtigheid | 33,0%  | 33,0%  |

2019 · 
2020 · 2021 · 2022 .
2023 .
2024 ·
2025